# David Tasić
David Tasić, slovenski novinar, urednik, založnik, publicist in falerist, *28. junij 1962, Kruševac, Srbija, † 23. oktober 2019, Ljubljana, Slovenija.

## Biografija
Rojen je v mestu Kruševac v Srbiji, 28. 6. 1962. Gimnazijo končal leta 1980. Študiral novinarstvo na FSPN - Fakulteti za sociologijo, politologijo in novinarstvo (zdaj FDV - Fakulteta za družbene vede) v Ljubljani. Bil je novinar in urednik pri časopisu Mladina od 1981 do 1989. V tem času sodeluje kot jezikoslovec, dopisnik in publicist v najpomembnejših mladinskih revijah v Jugoslaviji: beograjskih Novih omladinskih novinah (NON), zagrebškem Poletu, novosadskem Glasu omladine, zveznem mladinskem časopisu Mladost in drugih. V osemdesetih letih dvajsetega stoletja so ti časopisi predstavljali pomembne otoke relativne medijske svobode v takratni skupni državi. Leta 1986 je v skupnem izboru vseh mladinskih tiskanih medijev bil izbran za najboljšega mladinskega novinarja v Jugoslaviji. Obenem sodeluje tudi z vrsto drugih revij in časopisov: beograjskim Intervjujem, Reporterjem, Politiko in drugimi. Poleg spremljanja politične scene v Sloveniji in Jugoslaviji, spremlja tudi glasbeno novovalovsko rock in punk sceno (med drugim prva afirmativna predstavitev skupine Laibach beograjskim ljubiteljem rock glasbe), redno objavlja intervjuje z znamenitimi političnimi disidenti tistega časa, leta 1987 objavlja znameniti feljton o Golem otoku, ki je prvi dokumentarni publicistični prikaz dogajanja v štiridesetih letih dvajsetega stoletja. Feljton sproži burne odzive in polemike in se nadaljuje s pričevanji mnogih opogumljenih obsojencev v Mladini.
Leta 1988 je bil aretiran skupaj z Janezom Janšo, Ivanom Borštnerjem in Francijem Zavrlom zaradi izdaje tajnih vojaških dokumentov, ki so pričevali o neustavni in nelegitimni vlogi vojske v Jugoslaviji. Sodili so mu na vojaškem sodišču v Ljubljani. Obsojen je bil na 6 mesecev zapora, višje vojaško sodišče mu je kazen zvišalo na eno leto zapora. V samici vojaškega zapora je bival dva meseca leta 1988, naslednje leto pa še dva meseca v civilnem zaporu na Igu pri Ljubljani. V tem času objavlja nekaj knjig v samozaložbi, med drugim uspešnice Trupla z Golega (tudi v srbo-hrvaščini kot Leševi s Golog), ter zbornik V imenu ljudstva v soavtorstvu z novinarjema Meto Roglič in Marjanom Horvatom.
Leta 1989 zapušča uredništvo Mladine in se poslavlja od novinarstva. Ustanavlja eno prvih neodvisnih privatnih založb v Sloveniji, Založbo Karantanija. Ker takratna jugoslovanska socialistična zakonodaja ne dopušča možnost ustanavljanja privatnih založb, Založba Karantanija v obdobju od 1989 do 1991 deluje kot neodvisna sekcija ŠKUC - FORUMA, ki ga takrat vodi dr. Pavle Gantar. Leta 1991 Tasić ustanovi samostojno podjetje Založba Karantaanija in ga vodi kot direktor. Sprva Založba Karantanija objavlja aktualna publicistična in literarna dela, ki so bila prepovedana ali zamolčana v totalitarnem socialističnem sistemu (recimo Toplo gredo Marjana Rožanca in Črno mašo za pobite v Rogu Tineta Debeljaka), od leta 1992 pa se posveča skoraj izključno slovenskim klasikom (Prešernu, Cankarju, Tavčarju, Trdini, Jurčiču, Kersniku, Kosovelu, Gregorčiču, Jenku, Levstiku, Deteli, Jerajevi, Mencingerju, Erjavcu, Murniku in drugim), ter mladinskim in otroškim sodobnim slovenskim in svetovnim avtorjem. Promovira mnoge danes znane slovenske pisatelje in pesnike, ter celo vrsto mladih ilustratorjev in karikaturistov. Do sedaj je pri Založbi Karantanija, ki jo še vedno vodi, kot urednik in založnik objavil nekaj tisoč knjig in publikacij, med njimi tudi nekaj svojih avtorskih knjig in izborov.
Od leta 1999 se uspešno ukvarja s faleristiko, vedo, ki preučuje odlikovanja in njihovo zgodovino. Ustvari nekaj različnih reprezentativnih zgodovinskih zbirk odlikovanj iz obdobja socialistične Jugoslavije, Kraljevine SHS, Kraljevine Jugoslavije, Kraljevnine in Kneževine Srbije, Kraljevine in Kneževine Črne Gore ter Avstro-ogrske monarhije, evropskih odlikovanj in sokolskih značk s področja bivše Jugoslavije. Občasno sodeluje s strokovnimi revijami s področja faleristike in numizmatike.